# Strada europea E10
La strada europea E10  come si evince dalla sigla è una dorsale est-ovest principale, per esattezza quella più a nord tra le strade europee e parte da Å (Norvegia) giungendo fino a Luleå (Svezia) per una lunghezza complessiva di circa 850 km, di cui 397 km in Norvegia (dove la strada è anche denominata Kong Olav Vs vei, strada di Re Olaf V) e 483 km in Svezia.
La denominazione attuale di E10 risale al 1992 mentre, fino al 1985, con la stessa sigla era designata invece la strada che univa Parigi con Bruxelles, Amsterdam e Groninga.

## Caratteristiche e percorso
La strada presenta caratteristiche non autostradali per tutto il suo percorso. In territorio svedese la strada è larga solitamente 7-8 metri, rendendo possibile l'innalzamento dei limiti di velocità a 90/110 km. Il tratto norvegese, invece, è molto più tortuoso e stretto, con una sede stradale larga tra 6 e 7.5m, ed un limite massimo di 80. A partire dai primi anni novanta sono state costruite nuove strade, ma restano tuttora molti tratti larghi 6 metri, che rendono difficile l'incrocio tra mezzi pesanti, nonché bus e caravan, frequenti in una zona turistica come quella delle Lofoten. I primi 50 km, spesso, hanno addirittura una larghezza pari a 5 metri.
Nel 2007 il percorso iniziale di 880 km è stato accorciato di circa 30 chilometri grazie all'apertura di un nuovo percorso (denominato Lofast) in territorio norvegese tra le località di Fiskebøl e Gullesfjordbotn. Tale percorso ha anche eliminato la necessità di utilizzare traghetti per passare dalle isole Lofoten al continente.

### Norvegia
Di seguito sono riportate le principali località ed opere architettoniche che si trovano lungo il tracciato in territorio norvegese.
- Å i Lofoten;
- Seljelitunnelen (galleria di 1052 m);
- Fjøsdalen tunnel (galleria di 1641 m);
- Nappstraumtunnelen (galleria di 1776 m, 63 metri sotto il livello del mare);
- Gimsøystraumen Bru (ponte di 839 m);
- Svolvær;
- Sløverfjordtunnelen (galleria di 3337 m, 112 metri sotto il livello del mare);
- Myrlandstunnelen (galleria di 1966 m);
- Raftsundbrua (ponte di 711 m);
- Raftsundtunnelen (tunnel di 1530 m);
- Ingelsfjordtunnelen (tunnel di 1260 m);
- Sørdalstunnelen (galleria di 6338 m);
- Tjeldsundbrua (ponte di 1007 m);
- Evenes (aeroporto di Harstad/Narvik);
- Bjerkvik (inizio percorso comune alla E6);
- Trældal i Narvik (fine percorso comune alla E6);
- Bjørnfjell (confine di stato).

### Svezia
Di seguito sono riportate le principali località poste lungo il tracciato in territorio svedese.
- Kiruna (aeroporto di Kiruna);
- Svappavaara (inizio percorso comune alla E45);
- Gällivare (fine percorso comune alla E45);
- Tore (intersezione con la E4);
- Luleå (aeroporto di Luleå).

## Galleria d'immagini

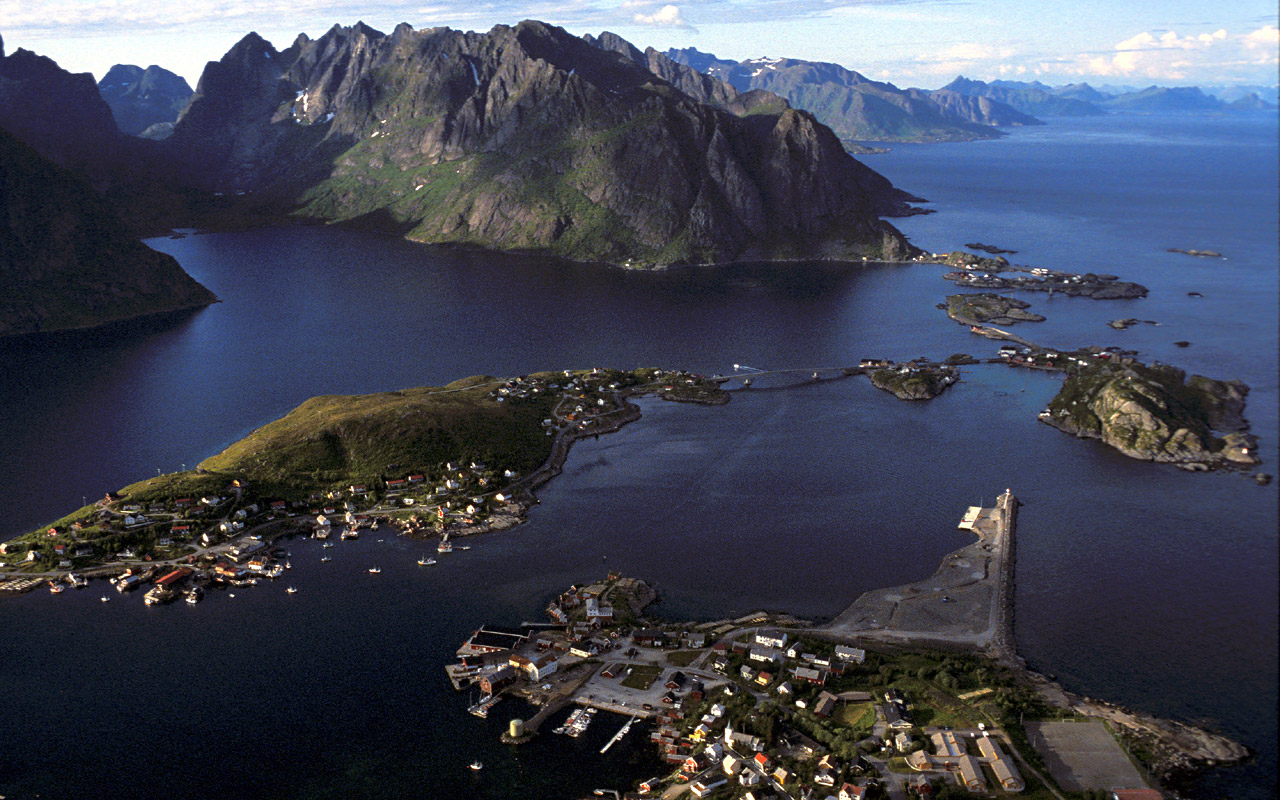
Panorama in località Reine, sulle Isole Lofoten
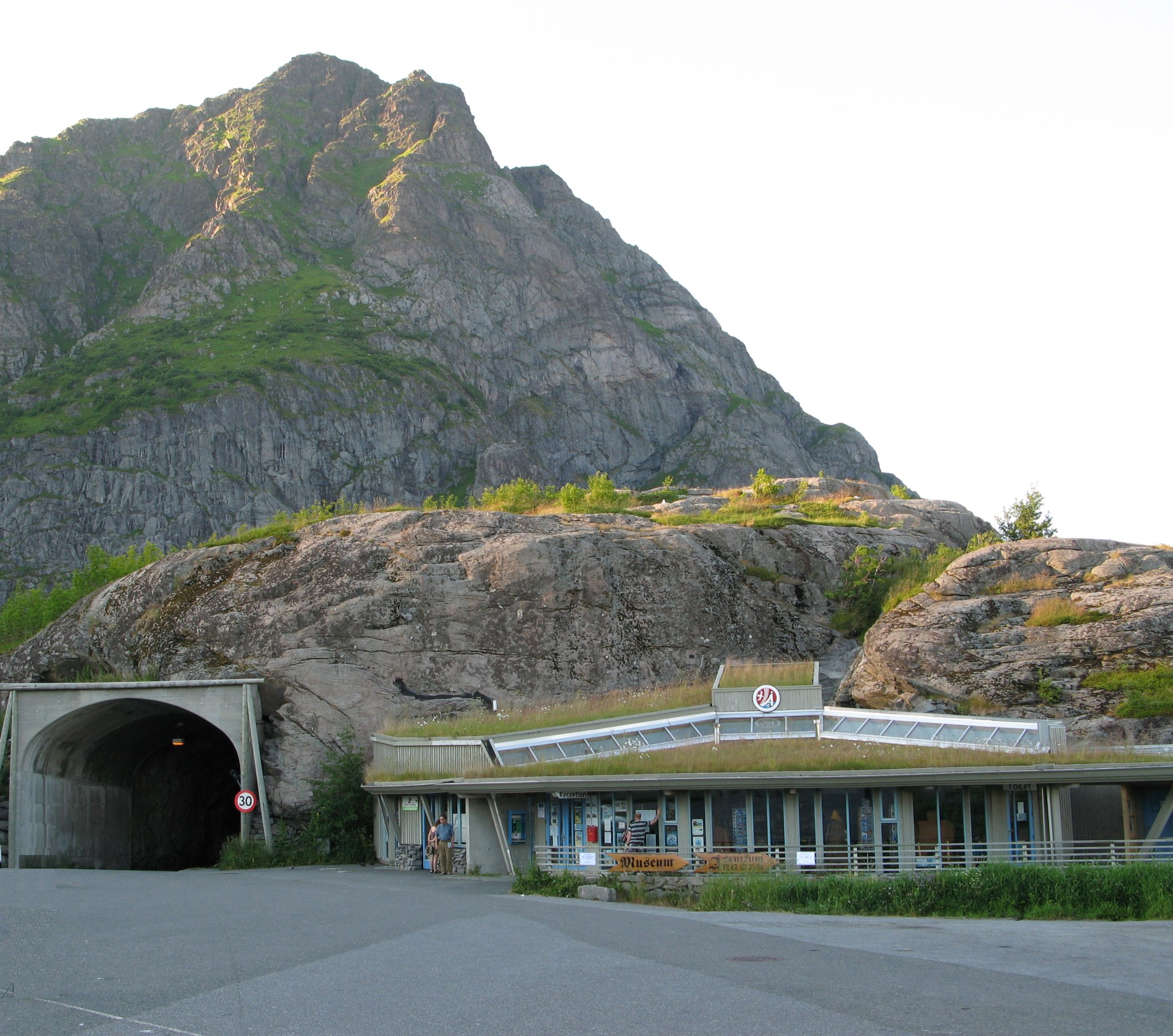
L'inizio della E10 presso Å
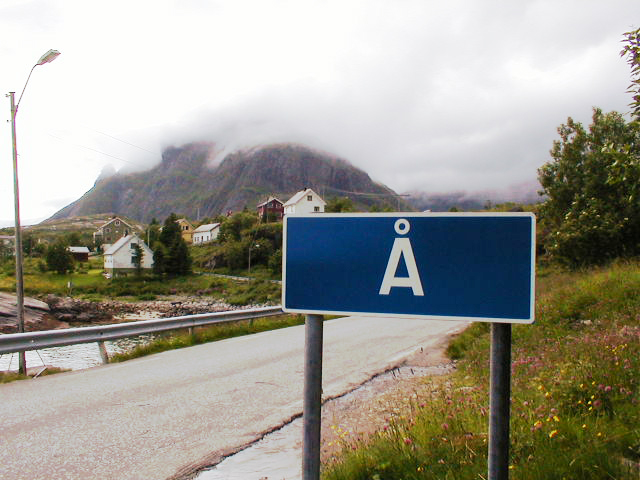
L'inizio della E10 presso Å
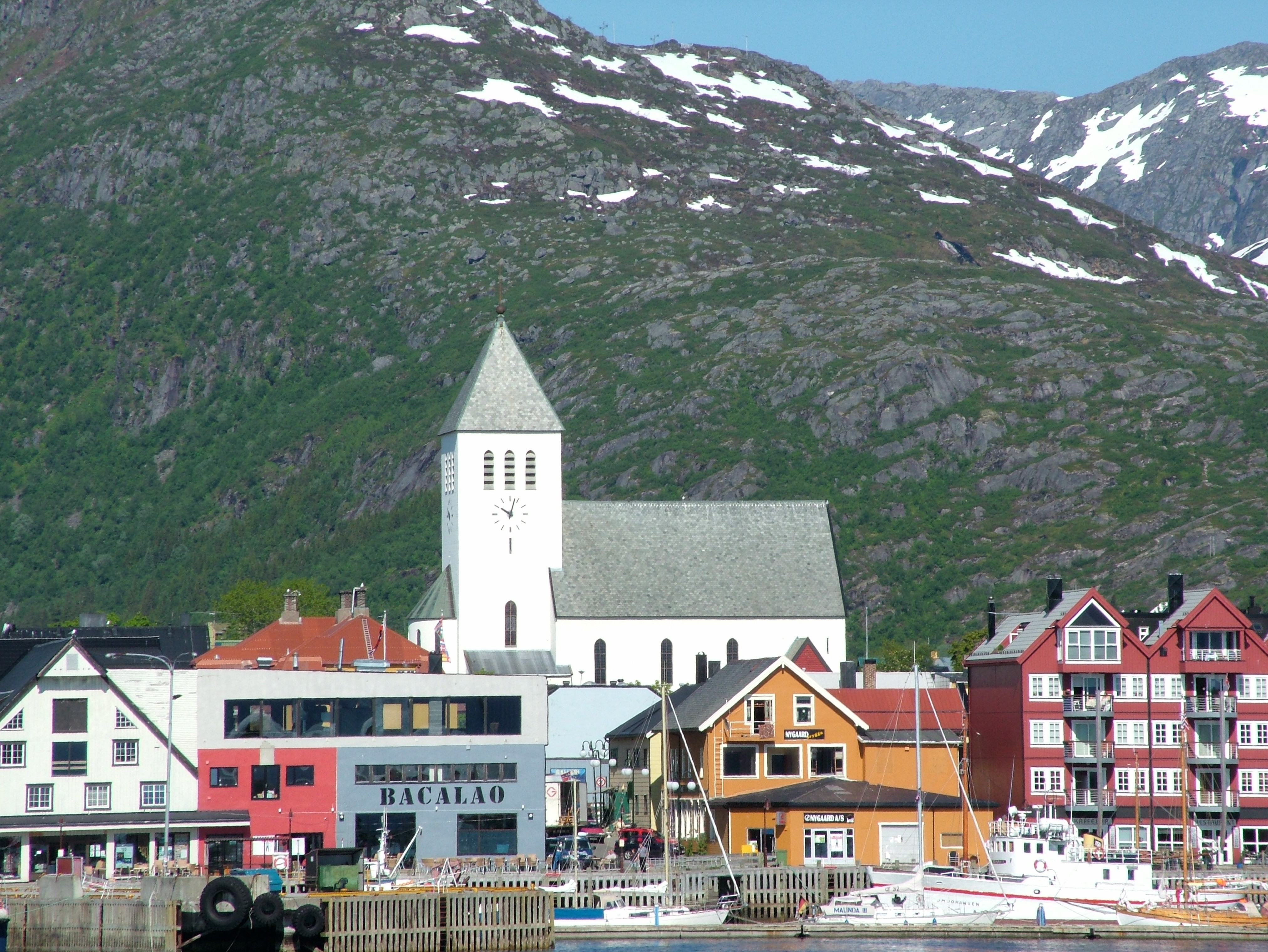
Svolvær
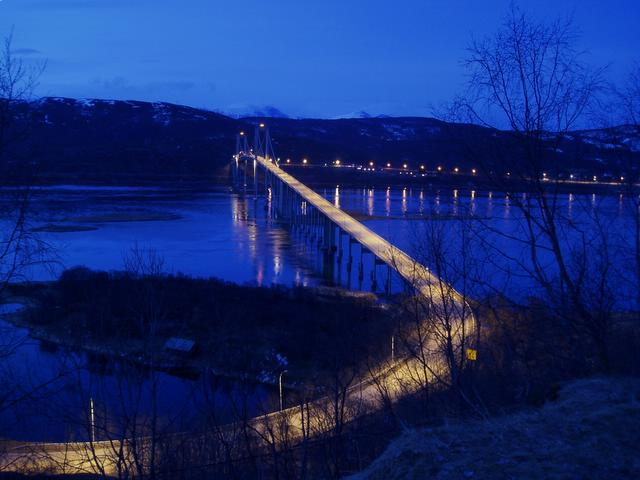
Il Tjeldsundbrua